# Borgo Don Bosco
Il Borgo Don Bosco è uno dei borghi che partecipano al Palio di Asti la prima domenica di settembre.

## Nascita e sviluppo
Il Borgo è situato nella zona nord della città, immediatamente fuori la cerchia muraria, tra la rocca "ligure" di pertinenza dei rioni  San Silvestro e Cattedrale, e delimitato esternamente dal Borgo Torretta, Viatosto e San Pietro.
È uno degli insediamenti più popolosi della città che si è sviluppato nel dopoguerra. La zona un tempo denominata "sbocchi nord", si è sviluppata sull'arteria di corso Dante.

## Lo stemma
Nelle prime edizioni il Borgo Don Bosco - Viatosto utilizzò un vessillo bipartito blu ed oro con due cavalli rampanti che si affrontavano.
Nel 1981, al momento dello scioglimento del sodalizio i due confratelli utilizzarono lo stesso simbolo araldico : il leone, in particolare lo stemma del Don Bosco è rappresentato da due leoni rampanti che si affrontano su uno scudo bipartito giallo/blu. Negli anni novanta, per un certo periodo, venne utilizzato anche un leone alato reggente una targa da torneo. Nel 2015 viene nuovamente sostituito lo stemma con uno più storico. Due leoni rampanti che sostengono una quercia simbolo della famiglia Bosco. 

## Partecipazioni e vittorie al Palio di Asti
- Nella prima edizione della ripresa del Palio (1967) corse in sodalizio al Borgo Viatosto, vincendo il Palio. Il fantino fu Pietro Altieri detto Petruzzo sul cavallo Gavin.

L'alleanza Don Bosco/Viatosto portò i due borghi ad aggiudicarsi altre due edizioni del Palio:
- 1971, col fantino Giovanni Manca detto Gentleman sul cavallo Via Veneto.
- 1980, con  Mariano Zedda  detto Pepe sul cavallo Skat/Imprevisto.

Nel 1981, avvenne la separazione dei territori e dei colori araldici dei due Borghi.
- Nel 1996 il Borgo Don Bosco vinse con il fantino Maurizio Farnetani detto Bucefalo col cavallo Blue Baker/Bingo.

Sfilata del Borgo Don Bosco/Viatosto nel 1968. Sulla destra il Sendallo vinto nell'edizione precedente

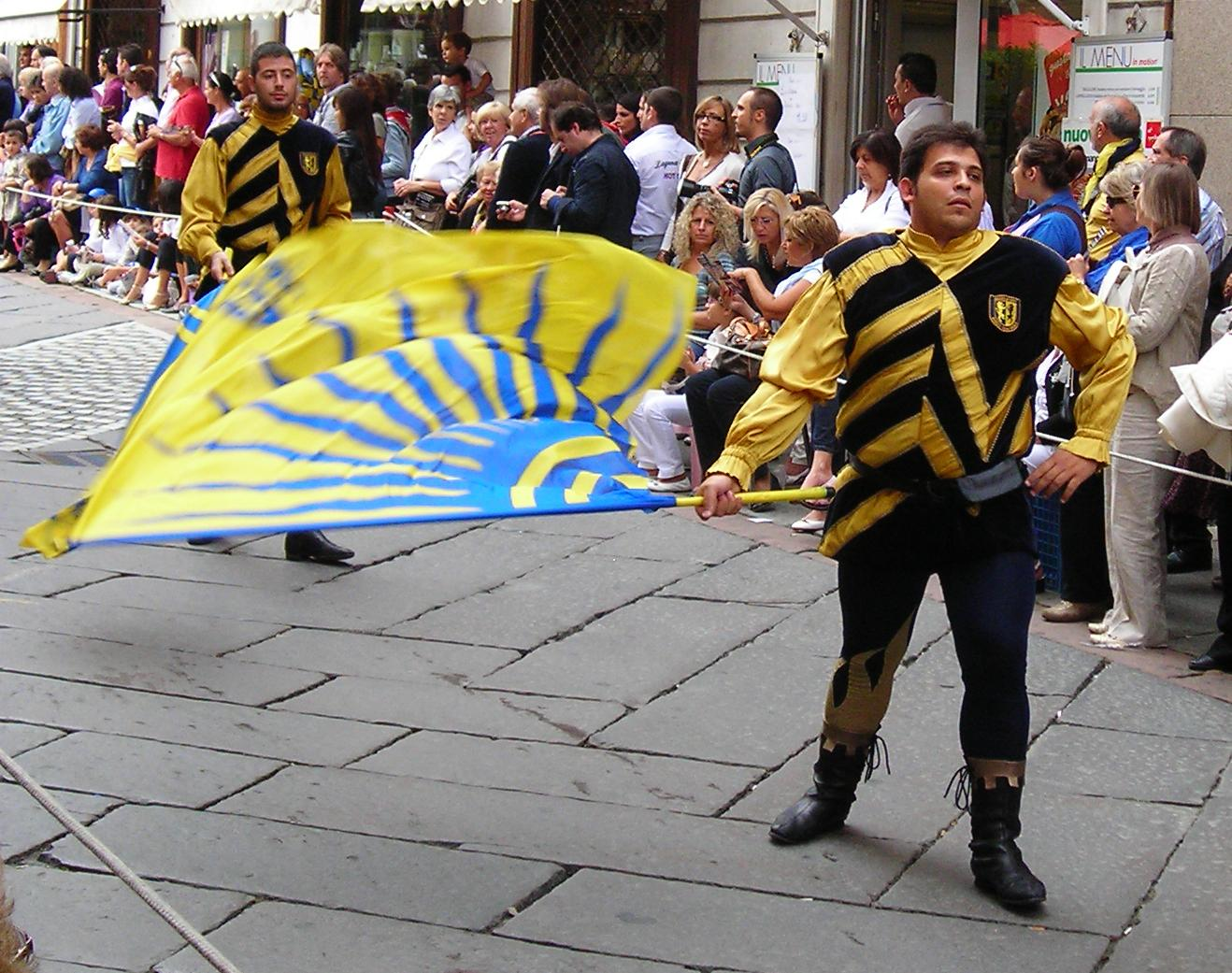
Sbandieratori del borgo al corteo storico del 2009